# La'cryma Christi
La'cryma Christi (do latim: As Lágrimas de Cristo) foi uma banda japonesa de rock visual kei, formada em Osaka em 1997. Sua formação principal consistia em Taka, Hiro, Koji, Shuse e Levin. No auge de sua carreira, foram considerados um dos "quatro reis celestiais do visual kei" ao lado de Fanatic Crisis, Malice Mizer e Shazna.
  Após sua separação oficial em 2007, eles se reuniram para um show em 2009 no V-Rock Festival, depois para uma turnê de reunião em 2010 e para uma turnê de 15º aniversário (em uma grande gravadora) em 2013. Koji faleceu em 2022.

## Carreira

### 1991–1993: Formação como Strippe-D Lady
A banda foi formada originalmente em 1991 com o nome Strippe-D Lady pelo vocalista e líder Taka com seu colega de quarto da faculdade, Hiro. Em janeiro de 1993, a formação contava com Taka, Hiro, Levin, Koji e Kita-J. A banda de Osaka possuía o estilo musical hard rock e heavy metal até então. Neste ano, lançaram a fita demo com três músicas "Hibi Wareta Kagami niwatashi o koroshita ko...". Kita-J decidiu deixar a banda em outubro de 1994 e foi substituído por Shuse. Neste ano, mudaram seu nome oficialmente para La'cryma Christi.

### 1994–2007: Estreia como La'cryma Christi e sucesso nacional
Lançaram seu primeiro single, "Siam's Eye" em uma gravadora independente local em 1994. A banda mudou-se para Tóquio em 1996, lançando seu primeiro mini-álbum, Warm Snow, que vendeu cerca de 15.000 cópias. O álbum seguinte, Dwellers of a Sand Castle (1996) foi eleito um dos melhores de 1989 a 1998 em uma edição de 2004 da revista musical Band Yarouze.
No ano de 1997, viajaram até a Itália para gravar o primeiro videoclipe da banda, da canção "Glass Castle" lançada em abril. A canção Forest foi usada como tema da adaptação para drama de televisão do mangá Otenki Onēsan 2. Logo depois conseguiram contrato com uma grande gravadora estreando com o single "Ivory Trees". Em dezembro lançaram o álbum Sculpture of Time que alcançou a oitava posição na Oricon Albums Chart. Em 1998 lançaram o álbum Lhasa, o mais vendido da banda com mais de 160 mil cópias. O single "Mirai Kōro" foi usado como tema de encerramento do anime Nightwalker, também sendo o single mais vendido da banda com cerca de cerca de 191 mil cópias relatadas pela Oricon. Também abriram seu fã clube oficial chamado SIMPATIA.
Em fevereiro de 2005, Koji anunciou em seu blog oficial que estava deixando a banda. Chocados, fãs especularam que a banda iria acabar, no entanto um novo single foi lançado um mês depois. No ano seguinte, o álbum Where The Earth Is Rotting Away foi lançado. Em 2006, lançaram o single  "Sweet Lil Devil" em 1 de junho, após uma turnê nacional e se apresentaram na China no festival Beijing Glam Pop Party em outubro. Já no final deste ano, Taka anunciou em seu blog oficial que o La'cryma Christi encerraria as atividades em 2007 por conta de diferenças musicais. No dia 20 de janeiro, a banda fez sua apresentação final no Zepp Tokyo. Este concerto também foi gravado e lançado no álbum ao vivo Last Live White Period, em agosto.

### 2009–2022: Reuniões ocasionais e morte de Koji
La'cryma Christi, incluindo Koji, se reuniram por uma noite no V-Rock Festival em 21 de outubro de 2009. Lá, eles anunciaram uma turnê de reunião, intitulada La'cryma Christi Resurrection ~Final Prayer~, que começou em 12 de janeiro de 2010 e terminou em 1 de fevereiro.
No ano de 2012, o grupo realizou uma turnê em comemoração ao seu 15º aniversário de estreia major. No show final, um concerto bônus foi anunciado para 30 de setembro em Shibuya. Em 2017, desta vez em comemoração ao 20° aniversário, a banda lançou dois álbuns ao vivo gravados nestes shows.
No meio de 2020, o guitarrista Koji anunciou que iria pausar sua carreira musical para tratar de um câncer de esôfago. Em 15 de abril de 2022, ele faleceu vítima deste câncer aos 49 anos.

## Integrantes
- Taka – vocais principais, teclado (1991–2007, 2009–2010, 2012)
- Hiro – guitarra solo, vocais de apoio (1991–2007, 2009–2010, 2012)
- Koji – guitarra rítmica, vocais de apoio (1992–2005, 2009–2010, 2012), faleceu em 2022
- Shuse – baixo, vocais de apoio (1994–2007, 2009–2010, 2012)
- Levin – bateria (1992–2007, 2009–2010, 2012)

Ex integrantes
- Sima-Chan – bateria (como Strippe-D Lady)
- Kita-J – baixo (como Strippe-D Lady)
- Jun – baixo (como Strippe-D Lady)

## Legado
Yomi do Nightmare fazia covers de La'cryma Christi na época de seu ensino médio. Yo’shmeer do Leetspeak Monsters citou o grupo como uma de suas três principais influências.
DaizyStripper reproduziu a canção "With You" no álbum de compilação Crush! -90's V-Rock Best Hit Cover Songs-, lançado em 26 de janeiro de 2011 apresentando bandas visual kei atuais fazendo covers de bandas que foram importantes para o movimento visual kei dos anos 90. Em sequência, Blu-Billion fez um cover de "Mirai Kōro", para o álbum Crush! 2 -V-Rock Best Hit Cover Songs-, lançado em 23 de novembro de 2011.
Sputnikmusic descreveu La'cryma Christi como uma das bandas mais criativas dos anos 90 comentando sobre o álbum Sculpture of Time.

### Influências
Shuse listou Mötley Crüe, Ozzy Osbourne, U2, Duran Duran, Foo Fighters, Linkin Park, 44 Magnum, Dead End, The Beatles, Jellyfish e Kiss em sua lista de bandas favoritas. Hiro citou Dead End como sua banda favorita e influência. Koji citou Van Halen.

## Discografia

### Álbuns de estúdio
| Título                          | Lançamento             | Posição na Oricon | Vendas                 |
| ------------------------------- | ---------------------- | ----------------- | ---------------------- |
| Warm Snow                       | 4 de fevereiro de 1996 | -                 | -                      |
| Dwellers of a Sandcastle        | 22 de julho de 1996    | 71                | 14,660                 |
| Sculpture of Time               | 12 de novembro de 1997 | 8                 | 77,560                 |
| Lhasa                           | 25 de novembro de 1998 | 8                 | 163,970 Platina (RIAJ) |
| Magic Theatre                   | 15 de março de 2000    | 22                | 22,810                 |
| &・U                            | 6 de março de 2002     | 36                | 14,110                 |
| Deep Space Syndicate            | 5 de novembro de 2003  | 42                | 5,971                  |
| Zeus                            | 25 de maio de 2005     | 59                | 5,334                  |
| Where the Earth is Rotting Away | 27 de setembro de 2006 | 79                | 2,178                  |